# Inside the Reactor
Inside the Reactor – album brytyjskiego zespołu Juno Reactor, zawierający remiksy największych hitów grupy. Został wydany 12 lipca 2011 roku przez Metropolis Records.

## Lista utworów
1. "Navras" (MIDIval PunditZ Remix)
2. "Conga Fury" (Ace Ventura Remix)
3. "Rotorblade" (Perfect Stranger Remix)
4. "Mona Lisa Overdrive" (Thomas P Heckmann Remix)
5. "Zwara" (Thomas P Karni Remix)
6. "Pistolero" (Bombay Dub Orchestra Remix)
7. "Hotaka" (Uber Tmar Remix)
8. "Children of the Night" (Soundvandal Remix)
9. "The Heavens" (Lost 1995 Mix)
10. "Guardian Angel" (Dino Psaras Remix)
11. "Navras" (Jayant Remix)